# Epoke (film)
 For alternative betydninger, se Epoke (flertydig). (Se også artikler, som begynder med Epoke)
Epoke er en dansk kortfilm fra 2012 instrueret af Kasper Rune Larsen efter eget manuskript.

## Handling
En visuel fortælling om ungdomstiden.